# Поликушка (фильм)
«Полику́шка» — советский художественный фильм, поставленный в 1919 году по одноимённому рассказу Льва Толстого. Дебют в кино актёров Ивана Москвина и Варвары Массалитиновой. Один из первых фильмов Советской России, получивших мировое признание.

## Сюжет
Крестьянин Поликушка, как описывал его Толстой, «человек незначительный и замаранный», он добродушен, но безволен. Большую часть времени проводит в кабаке, где пытается, но не может найти понимание даже у других завсегдатаев. Для того, чтобы купить водки, он идёт на мелкие кражи.
Однажды его вызывают в барский дом и поручают съездить в город, чтобы привезти деньги. Поликушка впервые получает возможность «проявить себя» и намерен этой возможностью воспользоваться. Он чувствует, что для него это может быть началом новой жизни.
Приехав в город, Поликушка получает конверт с деньгами, который становится для него источником постоянного беспокойства — он страшно боится, что с конвертом что-нибудь случится. В конце концов, он прячет его в шапку и едет обратно в деревню. От тряски в телеге он засыпает, шапка сползает с головы и конверт выпадает на обочину. Поликушка видит сон: он торжественно входит в дом барыни, отдаёт конверт, получает благодарность и вознаграждение, возвышается в собственных глазах.
Проснувшись, Поликушка обнаруживает пропажу конверта и приходит в отчаяние. Он бросается по дороге в поисках пропажи — безрезультатно. Поликушка впадает в глубочайшее отчаяние. Вернувшись домой, он берёт верёвку от детской люльки, прячась от жены, поднимается на чердак и вешается.

## В ролях
- Иван Москвин — Поликей
- Вера Пашенная — Акулина, жена Поликея
- Варвара Массалитинова — столяриха
- Сергей Айдаров — приказчик
- Варвара Булгакова — племянница барыни
- Сергей Головин — Дутлов
- Дмитрий Гундуров — садовник
- Николай Знаменский — Алёха
- Александр Истомин — Илюха
- Николай Костромской (Чалеев) — кабатчик
- Евгения Раевская — барыня

## Технические данные
- Чёрно-белый, немой

## Интересные факты
- Фильм был закончен в 1919 году, но Гражданская война помешала выпустить его на экраны, из-за чего в разных местах стоит разный год выхода.
- Первый общественный просмотр состоялся в Москве 2 октября 1922 года, в прокат картина поступила с 31 октября 1922 года.